# Achtung Baby
Achtung Baby (МФА: [ˈɑːktuːŋ ˈbeɪbiː]) — седьмой студийный альбом ирландской рок-группы U2, спродюсированный Даниэлем Лануа и Брайаном Ино и выпущенный 19 ноября 1991 года на лейбле Island Records. U2, задетые критикой своей предыдущей работы, пересмотрели музыкальные приоритеты, добавив к звучанию группы альтернативный рок, индастриал и ритмы электронной танцевальной музыки. Тематически Achtung Baby является более мрачной, более самосозерцательной и временами более легкомысленной записью, чем предыдущие пластинки группы. Achtung Baby и последующий мультимедийный тур Zoo TV Tour занимают центральное место в преобразовании образа U2 в 1990-е годы, в процессе которого их репутацию серьёзной, политизированной группы сменил более беззаботный и самоироничный имидж.
U2 отправились в Германию за вдохновением накануне воссоединения Восточного и Западного Берлина и приступили к записи новой пластинки в берлинской студии Hansa Tonstudio в октябре 1990 года. Репетиции часто сопровождались конфликтами, музыканты спорили о творческих приоритетах и качестве материала. После нескольких недель трудного творческого процесса с минимальными результатами группа совершила прорыв, сочинив песню «One» во время импровизации. В 1991 году они вернулись в Дублин, где окончательно воспряли духом и закончили большинство записей. С целью удивить общественность и разрушить стереотипы о себе и своей музыке U2 выбрали шутливое название альбома и красочную обложку-коллаж, на которой было 16 фотографий.
Achtung Baby является одной из самых успешных записей U2. Альбом был тепло принят критиками и дебютировал на первом месте американского чарта Billboard Top 200, а также возглавил хит-парады ряда других стран. Продажи альбома составили более 18 миллионов экземпляров по всему миру, кроме того он был отмечен премией «Грэмми» в номинации «Лучшее вокальное рок-исполнение дуэтом или группой». Achtung Baby — одна из самых известных записей 1990-х, она регулярно попадает в списки лучших альбомов всех времён. В октябре 2011 года было выпущено специальное переиздание альбома в пяти форматах, приуроченное к двадцатилетнему юбилею записи.

## Предыстория
Альбом 1987 года The Joshua Tree и одноимённый тур в его поддержку принесли группе хорошие отзывы прессы и коммерческий успех. Тем не менее их следующий альбом Rattle and Hum и одноимённый документальный фильм критиками были оценены намного ниже. Хотя запись была продана в количестве 14 миллионов экземпляров и показала хорошие результаты в музыкальных чартах, критики удостоили её пренебрежительных отзывов, назвав исследование U2 американской музыки «претенциозным», «ошибочным и напыщенным». Большая известность U2 и их слишком серьёзная репутация привели к обвинениям в мании величия и самодовольстве.

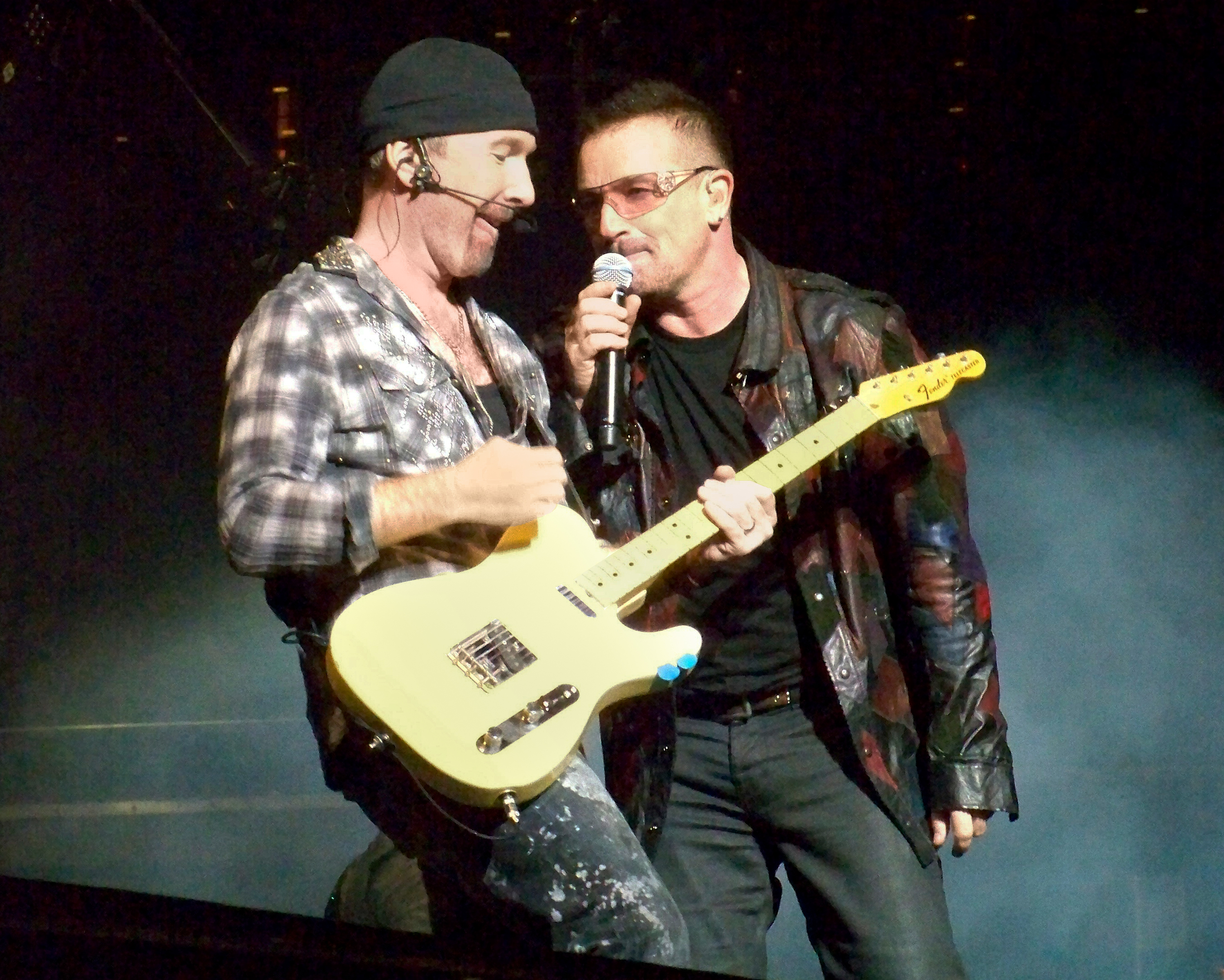
В период сочинения материала Эдж и Боно стали больше работать в дуэте, обособленно от остальных участников U2

Несмотря на свою коммерческую популярность, группа испытывала творческую неудовлетворённость; Боно полагал, что они были музыкально не подготовлены к своему успеху, барабанщик Ларри Маллен отметил: «Мы были известной группой, но не были лучшей». К началу турне 1989 года Lovetown Tour музыкантам надоело снова и снова играть свои самые популярные хиты. U2 считали, что публика не поняла ни их сотрудничества с блюзменом Би Би Кингом на Rattle and Hum и в ходе турне, которое они сами описали как «экскурсию в тупик». Оглядываясь назад, Боно заявил, что прослушивание американской «чёрной» музыки стало толчком для создания произведения, такого как Achtung Baby, а эксперименты с фолком помогли ему развиваться как автору текстов. В финале Lovetown Tour Боно объявил со сцены, что это турне «что-то закончило в истории U2»: «нам нужно уйти… и всё переосмыслить заново». После тура последовал самый длительный перерыв в публичных выступлениях и издании пластинок за историю группы.
В ответ на критику и ощущение собственного музыкального застоя U2 занялись поиском новой музыкальной основы. Уже композиция «God Part II» для альбома Rattle and Hum была написана с осознанием, что музыканты в своём творчестве чрезмерно заигрались с ностальгией. Песня имела более современную музыкальную структуру, которую Боно позже оценил, как более близкую к стилистике следующего альбома — Achtung Baby. Дальнейшими признаками изменения музыкального стиля группы стали две записи, сделанные в 1990 году. Первой из них была «кавер-версия Night and Day» для сборника Red Hot + Blue. На ней U2 впервые использовали электронные танцевальные ритмы и элементы хип-хопа. Вторым признаком перемен стала работа Боно и Эджа над оригинальной партитурой для театральной адаптации «Заводного апельсина». Бо́льшая часть написанного материала была экспериментальной и, согласно словам Боно, «подготавливала почву для Achtung Baby». Идеи, которые сочли неподходящими для пьесы, были отложены для дальнейшего использования группой. В этот период Боно и Эдж стали всё больше сочинять песни только вдвоём, без Маллена и Адама Клейтона.
В середине 1990 года Боно вернулся к материалу, который он сочинил в период австралийских концертов Lovetown Tour, и группа записала несколько демо в дублинской студии STS Studios. Позже эти демозаписи стали песнями «Who's Gonna Ride Your Wild Horses», «Until the End of the World», «Even Better Than the Real Thing» и «Mysterious Ways». Приступая к студийным сессиям, U2 стремились достичь результата, который бы кардинально отличался от их предыдущей работы, однако на тот момент они не до конца представляли, как этого добиться. Усиление популярности мэдчестерского рока в Великобритании оставило у группы смешанные чувства, музыканты размышляли о том, как они впишутся в новую, специфическую музыкальную среду.

## Запись пластинки
«Самыми популярными определениями для этого диска были „низкопробный“, „проходной“, „мрачный“, „сексуальный“ и „индастриальный“ (все удачные) и „серьёзный“, „утончённый“, „милый“, „честный“, „рокерский“ и „линейный“ (все неудачные). Хорошо, если песня звала вас в путь или заставляла подумать, что ваша стереосистема сломалась, плохо, если она напоминала вам о студиях звукозаписи или U2. Слай Стоун, T. Rex, Скотт Уокер, My Bloody Valentine, KMFDM, The Young Gods, Алан Вега, Эл Грин и Insekt — все они пошли на пользу. А Берлин… стал концептуальным фоном для пластинки. Берлин тридцатых — декадентский, сексуальный и тёмный — перекликающийся с Берлином девяностых — возрождённым, хаотичным и оптимистичным».
U2 пригласили Даниэля Лануа и Брайана Ино стать продюсерами альбома, основываясь на опыте их совместной работы над пластинками The Unforgettable Fire и The Joshua Tree. Лануа был основным продюсером при поддержке Марка (Флада) Эллиса в качестве звукоинженера. Ино взял на себя вспомогательную роль — он работал с группой над материалом в течение недели, а потом исчезал на один—два месяца. Ино говорил, что его ролью было «прийти и стереть всё, что звучало слишком похоже на U2». Он полагал, что, дистанцируясь от работы таким образом, обеспечивает группе свежий взгляд на их материал каждый раз, когда присоединяется к ним вновь. Ино объяснял: «Я нарочно не слушал материал в перерывах между посещениями, таким образом я мог быть более беспристрастным». Так как U2 хотели, чтобы запись имела более мощный и «живой» звук, Лануа «требовал такого исполнения очень настойчиво, часто почти безжалостно». Тандем Лануа-Ино исповедовал нестандартное мышление и философский подход, известный по «извилистым стратегиям» Ино, которые контрастировали с прямолинейным и старомодным стилем продюсера Rattle and Hum, Джимми Айовина.

### Берлинские сессии
Группа полагала, что «домашняя обстановка — враг рок-н-ролла» и что для работы над альбомом им нужно покинуть привычный, рутинный образ жизни и свои семьи. «Мы чувствовали, что нам надо уехать туда, где мы можем целиком сосредоточиться на записи альбома, где нас не будет отвлекать всё то, что окружает нас в Дублине» — вспоминал Клейтон позже. Из городов «Новой Европы», сформировавшейся в конце холодной войны, они выбрали Берлин, находившийся в центре воссоединяющегося континента, как источник вдохновения для более европейской музыкальной эстетики. Музыканты приступили к записи на студии Hansa Tonstudio в Западном Берлине, недалеко от знаменитой Берлинской стены. Там уже были записаны несколько известных произведений, в том числе две пластинки из «Берлинской трилогии» Дэвида Боуи (в записи которых принимал участие Ино) и альбом The Idiot Игги Попа. U2 прибыли в Восточный Берлин 3 октября 1990 года последним рейсом накануне объединения Германии. Хотя они ожидали от Берлина вдохновения, он показался им мрачным и нагоняющим депрессию. Падение Берлинской стены вызвало в немецком обществе тревогу. Отель, где проживали музыканты, казался им угрюмым, а берлинская зима — негостеприимной; тот факт, что студия звукозаписи Hansa Tonstudio располагалась в бывшем танцзале СС, лишь добавляло «неуютной атмосферы».

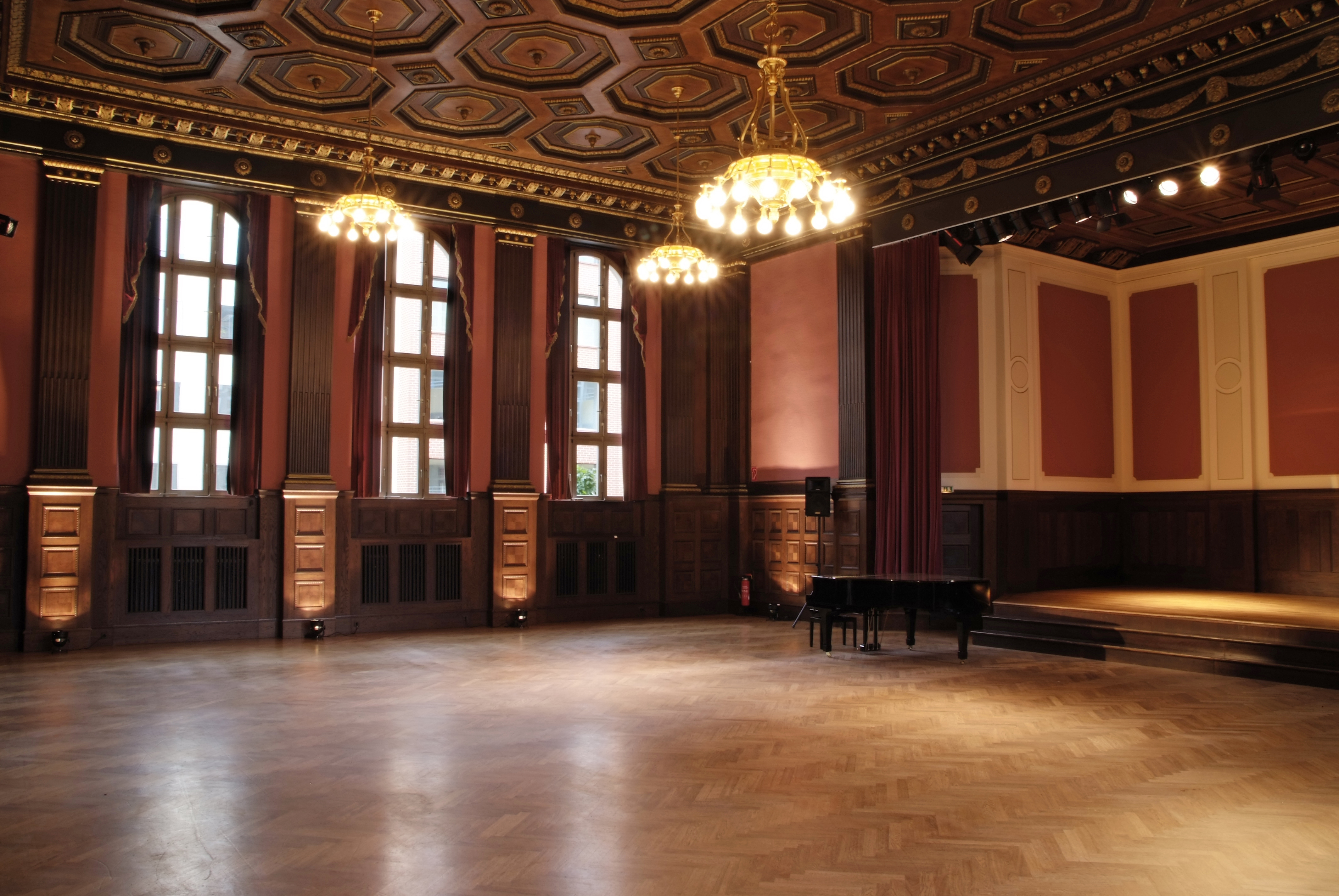
Первоначально альбом записывали в берлинской Hansa Tonstudio, когда-то в ней находились бальные залы СС

Моральный дух группы был подорван сразу после начала сессий — музыканты работали долгие дни, но так и не смогли договориться о музыкальном направлении. Эдж слушал электронную танцевальную музыку, а также индастриал-группы, такие как Einstürzende Neubauten, Nine Inch Nails, The Young Gods и KMFDM. Они с Боно выступали за выбор нового музыкального направления в духе этих коллективов. В противоположность этому, Маллен слушал классические рок-ансамбли, такие как Blind Faith, Cream и The Jimi Hendrix Experience и изучал технику игры «вокруг бита барабанщика». Как и Клейтону, ему было более комфортно со звуком, схожим с предыдущим материалом группы, и он относился скептически к предлагаемым новшествам. Кроме того, интерес Эджа к танцевальным миксам и драм-машинам подтолкнул Маллена к мысли, что его вклад в альбом как ударника может оказаться минимальным. Лануа хотелось «текстурного, эмоционального и кинематографичного U2» в духе The Unforgettable Fire и The Joshua Tree, и он не понимал «низкопробные, дрянные вещи», над которыми работали Боно и Эдж. Усугубляющиеся разногласия между этими двумя музыкальными лагерями изменили подход в написании песен внутри группы: Боно и Эдж стали более тесно работать вместе, сочиняя материал обособленно от остальных членов ансамбля.
«В тот момент, когда мы записывали эту песню, я в полной мере ощутил её силу. Мы джемовали в большой комнате — огромном, жутком бальном зале, полном призраков войны, и вдруг всё встало на свои места. Это был обнадёживающий момент, когда всё сдвинулось с мёртвой точки, и мы решили: „отлично, этот альбом сдвинулся с мёртвой точки“. Подобный момент - одна из причин быть группой: вдохновение снисходит на вас, и вы создаёте что-то действительно важное. „One“ стала движущей силой альбома. Эта песня бьёт прямо в сердце».
По ходу совместной работы музыканты обнаружили, что находились не в лучшей форме: у них не было достаточного количества репетиций, и их идеи не развивались в законченные песни. Впервые группа не смогла достичь консенсуса в ходе разногласий и чувствовала, что не достигает прогресса. Так, например, во время сочинения «Mysterious Ways» между Боно и Лануа произошла ссора, которая едва не переросла в драку. Почувствовав, что заходят в творческий тупик, музыканты подумывали о прекращении деятельности группы. В это время на несколько дней появился Ино и, увидев, что группа собирается распадаться, постарался уверить коллектив, что их музыкальный прогресс куда больше, чем они думают. Добавляя к мелодиям необычные эффекты и звуки, он продемонстрировал, что стремление Эджа на новую музыкальную территорию не противоречит желанию Маллена и Лануа «держаться за надёжные песенные структуры». В декабре был достигнут долгожданный прорыв, во время написании песни «One» на Эджа снизошло вдохновение, когда он объединил две прогрессии аккордов на гитаре. Группа начала импровизировать, быстро сочинив бо́льшую часть песни. Это событие придало музыкантам столь необходимую уверенность в себе и вновь оправдало их давнишний подход к сочинению песен «с чистого листа».
U2 вернулись в Дублин на Рождество, там они обсудили будущее группы и вновь почувствовали себя единым коллективом. Прослушивая сделанные записи, музыканты сошлись во мнении, что их материал звучал лучше, чем им раньше казалось. В январе 1991 года группа вернулась в Берлин на короткое время, чтобы закончить работу, проделанную ранее. Хотя за время их двухмесячного пребывания в Берлине были готовы только две песни, позже Эдж заявлял, что процесс работы в Германии был более продуктивным и вдохновляющим, чем казалось изначально. Группа находилась вне привычной зоны комфорта: Берлин обеспечил определённую «текстуру и кинематографические декорации» места записи. Впоследствии музыканты вернулись к незаконченным «берлинским» идеям, которые были доведены до ума на сессиях в Дублине.

### Дублинские сессии

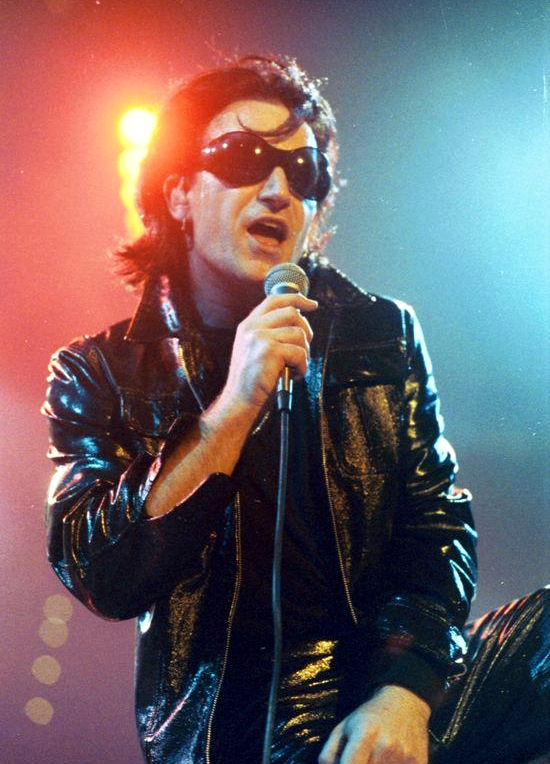
Боно в образе «The Fly» на концерте. Он придумал альтер эго во время сессий в Дублине

В феврале 1991 года музыканты отправились в пригород Дублина, чтобы возобновить работу над альбомом. Они арендовали приморский особняк «Эльсинор» за 10 000 фунтов в месяц. Стратегией Лануа было записывать группу в жилых домах, особняках или замках — он считал, что это привнесёт определённую атмосферу в процесс записи. Дублинская компания Big Bear Sound, предоставляющая услуги по аудиосервису, установила в усадьбе звукозаписывающую студию — комнатой звукозаписи стал переоборудованный гараж, который находился по диагонали ниже диспетчерской. Для мониторинга и поддержания связи использовались видеокамеры и телевизионные дисплеи. Эти сессии были более спокойными и продуктивными, «Эльсинор» находился в нескольких минутах ходьбы от домов Боно и Эджа. Группа билась над созданием одной конкретной песни — «Lady With the Spinning Head», которая позже была выпущена в качестве би-сайда, но в ходе этого процесса были написаны три других трека: «The Fly», «Ultraviolet (Light My Way)» и «Zoo Station». Во время сочинения песни «The Fly» Боно придумал себе новый имидж, основой которого были большие тёмные очки, которые он носил в студии, чтобы поднять настроение коллегам. Он развил эту идею в архетипа по имени «The Fly» (с англ. — «Муха») — одетого в чёрную кожу эгоманьяка. Фронтмен перевоплощался в своё альтер эго на последующих публичных выступлениях группы и концертах Zoo TV Tour: он изображал человека, который находится вне понятий нравственности и безнравственности. «Он аморален — говорил Боно — Может быть, он абсолютно заблуждается, возможно, он совершенно прав».
В апреле, после того как группа забыла плёнки в одном из номеров отеля, произошла утечка материала, записанного на сессиях — появились пиратские копии. Записи представляли собой три диска под общим названием «Salomé sessions» в честь одной из песен, записанных на этих сессиях, но не попавшей в альбом; в итоге, этот релиз расценивается как самый известный бутлег, основанный на материале U2. Боно назвал просочившиеся демозаписи «тарабарщиной», а Эдж заявил, что чувствует себя изнасилованным (англ. violated). Этот инцидент шокировал музыкантов и подорвал моральный дух группы на несколько недель.
Кадровая политика привела к тому, что в какой-то момент запись обслуживало слишком много инженеров и, чтобы повысить продуктивность, их разделили между «Эльсинором» и домашней студией Эджа. Звукоинженер Робби Адамс вспоминал, что такой подход поднял моральный дух и уровень активности: «У нас всегда был материал для прослушивания, всегда происходило что-то интересное» . Для записи всего материала и тестирования различных аранжировок инженеры использовали метод, который они прозвали «обезжиривание» (англ. fatting), достигая уровня 48-дорожечного аудио с помощью 24-дорожечной аналоговой записи, DAT-машины и синхронизаторов. В июньском номере фан-журнала группы, Propaganda, было напечатано интервью с Лануа, в котором он заявил, что некоторые из находившихся в работе песен станут большими хитами, несмотря на то, что Боно всё ещё работал над некоторыми текстами, а также не была закончена запись вокала.
«В 80-е годы мы кидали камни в других людей, в 90-е мы кидали камни в самих себя [...] Мы были излишне самоуверенны и напыщенны. Лёгкой коррекцией было уже не обойтись, требовались радикальные меры — взять большую пилу и спилить это чёртово дерево [Джошуа]».
В период дублинских сессий U2 прислали Ино материал их работы за предыдущие два месяца, который он назвал «полной катастрофой». Присоединившись к музыкантам в студии, он убрал то, что считал чрезмерным овердаббингом. Группа считает, что его вмешательство спасло альбом. Ино полагал, что U2 звучали слишком заурядно, объясняя: «Когда вы хорошо знаете музыкальное произведение и начинаете его микшировать, даже если теперь бас звучит очень тихо, вы по-прежнему его слышите, так как уже привыкли, что он есть в этом месте, вы компенсируете его в своём сознании». Ино также помог группе в момент кризиса за месяц до окончания сроков записи, когда по его словам «всё было похоже на бедлам», настояв на том, чтобы музыканты взяли двухнедельный отпуск. Этот перерыв обрисовал для них более чёткие перспективы и добавил решительности.
В июле, после того как работа в «Эльсиноре» была закончена, Ино, Флад, Лануа и Стивен Лиллиуайт, предыдущий продюсер U2, приступили к микшированию песен на студии Windmill Lane Studios. Каждый из продюсеров создал свой собственный микс всех композиций, и группа либо выбирала понравившийся вариант, либо просила, чтобы определённые аспекты отдельных миксов были объединены. Дополнительная запись и микширование продолжались в лихорадочном темпе вплоть до 21 сентября (это был крайний срок), «в последнюю минуту» были внесены изменения в песни «The Fly» и «One». По оценкам Эджа, половина всей сессионной работы была сделана в последние три недели, когда песни доводили до ума. Последняя ночь было потрачена на доведение альбома до состояния, годного к отправке в печать. На следующий день Эдж отправился в Лос-Анджелес с готовым материалом, который ожидал процесс мастеринга.

## Процесс сочинения

### Музыка
«Он (The Fly) из тех персонажей, у которых есть ответы на все вопросы… типа „кто стрелял в Кеннеди“. Он завсегдатай кабаков, сам себя назначивший экспертом по политике любви, философ-трепло… который время от времени попадает в самую точку, но чаще всего это его собственный палец, с которого не сходят синяки…».
В аннотации к альбому композиторами указаны все члены U2, несмотря на периоды сочинения музыки порознь. Музыка сочинялась в основном на джем-сейшнах, что было для группы обычной практикой. Альбом отличался по стилю от предыдущих работ U2: песни были не так похожи на гимны и отражали новые музыкальные веяния, до этого не характерные для группы. Новый музыкальный стиль демонстрировал более европейскую эстетику, он был навеян альтернативным роком, индастриалом и электронной танцевальной музыкой. Группа охарактеризовала музыкальный стиль нового альбома как «звук рубки дерева Джошуа четырьмя мужчинами». Искажённое звучание в начале первой песни альбома, «Zoo Station», должно было натолкнуть слушателя на мысли, что он по ошибке поставил не новый диск U2 или что диск и вовсе испорчен. Журналистка Сьюзан Фаст писала, что факт использования музыкантами звуковых эффектов в начале заглавной песни «не оставляет сомнений, что U2 осваивают новые музыкальные территории».
В этом альбоме Эдж старался избегать своего привычного минималистического стиля игры на гитаре, для которого были характерны «бой» и многочисленные задержки, в пользу более частых соло, диссонансов и фидбэков. Индастриальные влияния и гитарные эффекты, в частности дисторшн, способствовали формированию «металлистического» стиля и «хард-роковых текстур» альбома. По словам музыкального критика Билла Уаймана, на заключительном треке «Love Is Blindness» гитара Эджа звучит, как «бормашина». Также Эдж добился прогресса в сочинении мелодий для «Even Better Than the Real Thing» и «Mysterious Ways», экспериментируя с различными педальными эффектами.
«Группа дошла до точки, когда процесс сочинения проходил „по накатанной“ и публика начала в нас разуверяться… У нас же началось разочарование в обычном рок-н-рольном саунде — гитарном саунде… в этом перегруженном реверберацией „бите из 80-х“, в этих пафосных, красивых, старомодных вокальных партиях с их роскошным стереозвуком и искусственным эхом. Так мы начали искать другое звучание, в котором было бы больше жизни и больше свежести».
В музыке нового альбома ритм-секция стала более выраженной, она была навеяна хип-хопом и танцевальными ритмами электронной музыки, которые можно услышать в доброй половине песен альбома, прежде всего, в «The Fly». Элайза Гардн из Rolling Stone сравнивала это совмещение танцевального бита и доминирующего в композициях гитарного звука с произведениями британских групп Happy Mondays и Jesus Jones. «Mysterious Ways» сочетает в себе гитарный фанк-рифф с танцевальным ритмом, задаваемым конгами. По словам Боно, это была «вершина фанка для U2… гибрид Sly & the Family Stone с мэдчестерским бэгги». В перкуссии композиций «The Fly» и «Zoo Station» чувствуется влияние индастриальной музыки. По мнению журналиста Албина Зака, тембр ударной установки Маллена характеризует «холодный, искусственный звук, как будто он барабанит по консервной банке».
Вокал Боно, как и музыка, тоже претерпел изменения: фронтмен расширил свой диапазон в сторону более низкого регистра, в нём появились, по выражению Фаст, «придыхания и приглушённые тона». На многих треках, в том числе на «The Fly» и «Zoo Station», Боно пел в образе своего альтер эго, используя технику вокала, которую Фаст назвала «двойной голос». Сутью техники был эффект, при котором вокал удваивался, но исполнялся в двух разных октавах. Эти разные октавы в одних случаях воспроизводились одновременно, а в других по отдельности — один голос в куплете, а другой в припеве. По словам Сьюзан Фаст, эта техника создаёт контраст между текстом и исполняющим его персонажем, что позволяет интерпретировать пение Боно как серьёзно, так и в ироническом ключе. На нескольких композициях вокал прошёл процесс электронной обработки. Эти методы были использованы, чтобы придать вокалу новое, отличное от прошлых треков Боно, эмоциональное наполнение.

### Тематика песен
В аннотации к альбому Боно фигурирует как единственный автор текстов. В отличие от предыдущих записей U2, на которых группа часто делала политические и социальные заявления, Achtung Baby является более личным и интроспективным произведением, исследующим темы любви, сексуальности, духовности, веры и предательства. Тексты песен стали мрачнее, они повествуют о сложных личных отношениях и пропитаны чувством растерянности, одиночества и неполноценности. Основной причиной такой тематики был развод Эджа с женой — матерью его троих детей, который произошёл во время записи альбома. Боль не только заставила Боно сосредоточиться на творчестве и подтолкнула затронуть более личные темы, но и повлияла на его тексты. Боно черпал вдохновение из своей личной жизни, в этой связи особо подчёркивая влияние рождения двух дочерей в 1989 году и 1991 году. Это нашло отражение в тексте композиции «Zoo Station» — манифесте нового музыкального ви́дения музыкантов, их новых ожиданий и стремлений.
Говоря о характере альбома, Боно упомянул, что в нём часто затрагивалась тема «личностных конфликтов». Так, текст баллады «One» был вдохновлён непростыми отношениями музыкантов во время берлинских сессий и объединением Германии. Описывая эту песню, Эдж сравнил её с «горьким, запутанным, едким разговором между двумя людьми, которые прошли через отвратительные, тяжёлые вещи». Схожим образом «Ultraviolet (Light My Way)» затрагивает тему натянутых отношений и беспокойства из-за обязательств перед другим человеком, а в композиции «Acrobat» Боно поёт о слабости, лицемерии и неадекватности. Сентиментальные любовные песни Роя Орбисона, Скотта Уокера и Жака Бреля были в числе основных источников вдохновения для написанных Боно текстов, что чувствуется в таких песнях, как «Who’s Gonna Ride Your Wild Horses» (описание спора между супругами), «So Cruel» (композиция о неразделённой любви, одержимости и собственнических чувствах) и финальном треке «Love Is Blindness» — мрачном описании неудавшегося романа.
Биограф U2 Билл Флэнаган относит смысловую завершённость альбома на счёт привычки Боно менять текст своих песен до последней минуты. В интерпретации Флэнагана в Achtung Baby луна используется как метафора для женщины-вамп, отрывающей певца от его чистой любви — солнца; ночная жизнь становится для него искушением порвать с семьёй, и он проверяет, как далеко может зайти, прежде чем вернётся домой. По мнению Флэнагана, песня «Tryin’ to Throw Your Arms Around the World» описывает героя, пьяным бредущего домой, а три последние композиции — «Ultraviolet» (Light My Way), «Acrobat», и «Love Is Blindness» — посвящены тому, как семейная пара справляется со страданиями, которые супруги причинили друг другу.
Несмотря на более мрачную тематику альбома, многие песни были более фривольными и сексуальными, чем предыдущий материал группы. Это отражает возврат музыкантов к некоторым дадаистическим символам и концертному баловству, к тому, что они проделывали в 1970-х, будучи подростками, но отказались в пользу более серьёзных тем в 1980-х. Хотя ранее группа была настроена против потребительских ценностей, на сей раз эксперименты с ними были заметны как в альбоме, так и в ходе турне Zoo TV. Название и лирика песни «Even Better Than the Real Thing» «отражают период, в который жила группа, когда людей интересовал не поиск истины, а немедленное получение удовольствия». «Трэш» и «однодневка» были в числе любимых словечек группы во время записи пластинки, и, как следствие, многие песни выдержаны в этом духе. Припев «Ultraviolet (Light My Way)» содержит попсовое клише «детка, детка, детка», контрастирующее с мрачным текстом куплетов. Текст «The Fly» был написан Боно, как манифест одноимённого персонажа, в виде последовательности «однострочных афоризмов». По словам самого Боно, эта песня — «безумный телефонный звонок из Ада … но [звонящему] там нравится».
Религиозные образы присутствуют на протяжении всей записи. «Until the End of the World» представляет собой воображаемый разговор между Христом и предавшим его Иудой Искариотом. В композиции «Acrobat» Боно поёт о чувствах духовного отчуждения в строке «Я бы разделил хлеб и вино / если бы существовала церковь, которую я мог принять». Во многих песнях о женщинах говорится с религиозным подтекстом, они описываются, как духи, жизнь, свет и кумиры для поклонения. Религиозные интерпретации альбома позже стали темой книги Meditations on Love in the Shadow of the Fall (с англ. — «Размышления о любви в осеннем полумраке»).

## Обложка и название
«…Само название „Achtung Baby“ — это борьба за незначительность, и так же незначительна сама обложка, которая, вместо обычного единого кинематографичного изображения с героическим смыслом, представляет собой скорее сетку из снимков, чуть более аккуратную, но всё же напоминающую небрежное великолепие работы Роберта Фрэнка для обложки альбома The Rolling Stones Exile on Main St.».
Художественная работа для обложки Achtung Baby была придумана Стивом Эвериллом, который создал большинство обложек для предыдущих пластинок U2. Чтобы отразить перемены группы в музыкальном направлении, музыканты рассматривали концепцию обложки, которая использовала бы несколько цветных изображений, чтобы контрастировать с серьёзностью отдельных, главным образом монохроматических изображений на их предыдущих обложках. Черновые эскизы и дизайн были созданы заранее, во время студийных сессий, некоторые элементы дизайна проекта были задуманы так, чтобы походить, по словам Эверилла, на обложки дисков с танцевальной музыкой. «Мы их снимали, чтобы показать, до какой крайности мы могли дойти, а потом вернуться к уровню, которым все были довольны. Но если бы мы не пошли на эти крайности, возможно, мы бы не получили нынешней обложки».
Группа пригласила Антона Корбейна руководить первой фотосессией для альбома, которая прошла около берлинского отеля, где музыканты проживали в конце 1990 года. Большинство фотографий были чёрно-белыми, и музыканты считали, что они не передают атмосферу нового альбома. В феврале 1991 года Корбейна снова пригласили, чтобы провести дополнительные двухнедельные фотосессии на Тенерифе. На этих снимках U2 были одеты, как участники ежегодного «Карнавала Санта-Крус-де-Тенерифе», демонстрируя более игривую сторону своей натуры. В июне были сделаны дополнительные фотографии в Дублине, в том числе снимок голого Адама Клейтона. В июле музыканты отправились на четыре дня в Марокко, там Корбейн сфотографировал их в женских нарядах. Эти снимки были сделаны, чтобы разрушить привычный стереотип, сложившийся в отношении U2, и их полноцветность контрастировала с монохромными изображениями на предыдущих
обложках коллектива.

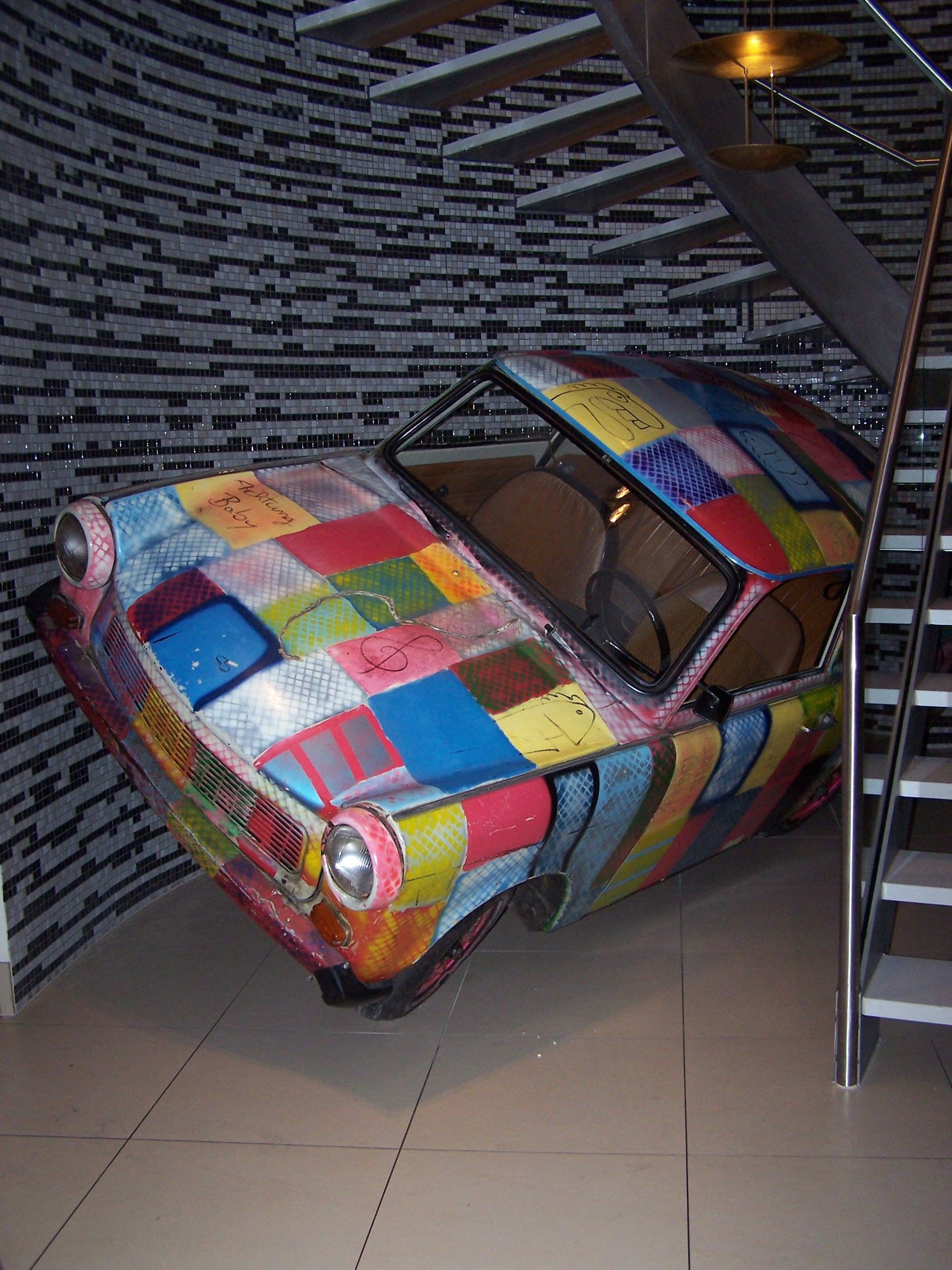
Trabant, выставленный в Hard Rock Cafe. Группа была сфотографирована с парой таких автомобилей, раскрашенных в разные цвета, для обложки альбома и использовала их в турне, подвешивая над сценой

Для обложки была запланирована единая схема изображения, и среди рассматриваемых фотографий были корова на ирландской ферме в графстве Килдэр, обнажённый Клейтон и группа, едущая в «Трабанте» — восточногерманском автомобиле, который для U2 был одним из символов меняющейся Европы. В конечном счёте была использована схема коллажа изображений, так как U2, Корбейн, Эверилл и продюсеры не смогли договориться о едином образе. Кроме того, они сочли, что «идею переменчивости, выраженную в музыке альбома и появлении у музыкантов альтер эго, лучше всего отразит отсутствие единой точки зрения». В результате передняя обложка получилась в размере 4×4 фотографии, в квадратном монтаже. Было использовано сочетание оригинальных берлинских снимков Корбейна и работ из следующих фотосессий, так как группа хотела добиться баланса «европейского холода чёрно-белых берлинских снимков с гораздо более тёплым экзотическим климатом Санта-Круса и Марокко». Некоторые фотографии были выбраны, потому что они были сногсшибательны сами по себе, а другие — из-за своей двусмысленности. Изображения группы с автомобилями «Трабант», некоторые из которых раскрашены в яркие цвета, не только появляются на обложке, но разбросаны по всему буклету. Эти машины позднее использовались в турне Zoo TV Tour как часть системы освещения. Фото обнажённого Клейтона было помещено на заднюю обложку пластинки. На обложках компакт-дисков и кассетах, изданных в США, цензура закрыла гениталии Клейтона чёрной буквой «X» либо четырёхлистным клевером, но на виниловых пластинках фотографию напечатали без купюр. В 2003 году музыкальный телеканал VH1 поместил обложку Achtung Baby на 39-ю строчку в своём списке «50 величайших обложек всех времён». Три года спустя Боно назвал её своей самой любимой из всех обложек пластинок U2.
Немецкое слово Achtung [ˈaxtʊŋ], фигурирующее в название альбома, переводится как — «внимание!» или «берегись!». Звукоинженер группы Джо O’Херлиши постоянно использовал эту фразу — «achtung baby» — во время записи пластинки, по некоторым сведениям, позаимствовав её из фильма Мела Брукса «Продюсеры». Окончательное название для пластинки было выбрано в августе 1991 года, ближе к окончанию записи. По словам Боно, это был идеальный выбор, поскольку такое название привлекало внимание, было ссылкой на Германию и намекало на роман или рождение — две из тем альбома. Группа стремилась не афишировать серьёзность текстов песен, а вместо этого стремилась «создать маску», и эта концепция получила дальнейшее развитие во время турне Zoo TV Tour, в частности, с помощью таких персонажей, как «The Fly». В 1992 году Боно высказался по поводу названия: «Это в каком-то смысле жульничество. Мы назвали диск „Achtung Baby“ и расплывались в улыбках со всех фотографий на обложке. Но, вероятно, это самая тяжёлая запись, которую мы когда-либо делали … это много может сказать о значении упаковки — пресса бы уничтожила нас, выбери мы какое-нибудь другое название».
Первоначально музыканты рассматривали и другие названия, в том числе «Man» (с англ. — «Мужчина»), что контрастировало с названием их дебютного альбома Boy (с англ. — «Мальчик»), «69», «Zoo Station» и «Adam» — последнее задумывалось в комплекте с обнажённой фотографией Клейтона. Другие возможные варианты включали «Fear of Women» (с англ. — «Страх женщин») и «Cruise Down Main Street» (с англ. — «Круиз по Мейн-стрит»), что отсылало к альбому Exile on Main St. (с англ. — «Изгнание на Мейн-стрит») группы The Rolling Stones и к стрельбе крылатыми ракетами (игра слов: Cruise missiles — крылатые ракеты) по Багдаду во время войны в Персидском заливе. Большинство предложенных названий были отклонены из опасения, что люди расценят их как претенциозные или как «очередной пафосный месседж U2». Фривольное название альбома повлияло на других музыкантов, в том числе Дэвида Боуи, который сам был источником вдохновения для U2 и Брайана Ино во время записи. Группа Боуи Tin Machine озаглавила свой концертный альбом Tin Machine Live: Oy Vey, Baby, заменив немецкое междометие в названии альбома U2 на еврейское.

## Выпуск
Ещё в декабре 1990 года в музыкальной прессе появились сообщения, что U2 планируют записать пластинку, ориентированную на танцевальное звучание, которая будет выпущена в середине 1991 года. В августе 1991 года группа Negativland, создающая звуковые коллажи, выпустила мини-альбом под названием U2, напечатанным на обложке огромным шрифтом; релиз содержал пародию на песню «I Still Haven’t Found What I’m Looking For». В Island Records выразили неодобрение по поводу обложки диска, опасаясь на то, что покупатели примут его за новую запись U2. Компания подала в суд за нарушение авторских прав и выиграла дело, но была раскритикована в музыкальной прессе наряду с самой группой, хотя та и не участвовала в судебном разбирательстве. По мнению Стивена Далтона из журнала Uncut, бо́льшая часть негативных заголовков была смягчена успехом «The Fly», первого сингла с Achtung Baby, выпущенного 21 октября 1991 года за месяц до выхода альбома. Песня, по звучанию совершенно непохожая на типичный стиль группы, была выбрана в качестве ведущего сингла, чтобы продемонстрировать новое музыкальное направление ирландцев. Этот сингл стал их вторым хитом номер один в британском чарте, а также возглавил хит-парады Ирландии и Австралии. В США сингл имел меньший успех, заняв 61-ю строку в чарте Billboard Hot 100.
Island Records и U2 предпочли, чтобы поклонники услышали запись до того, как прочтут рецензии, и не стали предоставлять прессе предварительные экземпляры альбома. Это решение было принято на фоне слухов о конфликте внутри коллектива, а журналист Дэвид Браун сравнил его с голливудской традицией отказов отправлять рецензентам копии фильма всякий раз, когда о нём заранее распространяется плохая молва. Achtung Baby был выпущен 19 ноября 1991 года на компакт-дисках, аудиокассетах и грампластинках; его первоначальная отгрузка составляла 1,4 миллиона экземпляров. Achtung Baby был первым шагом мэйджор-лейбла к изданию альбомов в так называемой экологически чистой упаковке (картонный диджипак и сидибокс из термоусаживаемого материала). Тем не менее, Island Records по-прежнему поощрял музыкальные магазины, заказывающие альбом в обычных сидибоксах, предлагая им четырёхпроцентную скидку.
Achtung Baby был первым альбомом группы за прошедшие четыре года, содержащим полностью новый материал. После выпуска пластинки музыканты старались держаться в тени и избегали интервью, предоставляя критикам и слушателям возможность составить собственное мнение. Вместо того, чтобы участвовать в интервью для Rolling Stone, U2 попросили Брайана Ино самостоятельно пообщаться с изданием за всех. Маркетинговый план альбома был сосредоточен на розничной продаже и рекламе в прессе. Постеры, содержащие 16 изображений с обложки, распространялись через музыкальные магазины и альтернативные музыкальные издания, также были записаны рекламные объявления для телевидения и радио. Генеральный директор Island Records Энди Аллен так откомментировал скромные масштабы рекламы Achtung Baby в сравнении с помпезными рекламными кампаниями других крупных релизов конца 1991 года: «рекламная кампания альбома будет проходить без большого пиара в СМИ. Мы считаем, что фанаты сами создадут нужный ажиотаж».
Композиция «Mysterious Ways» была выпущена в качестве второго сингла спустя пять дней после издания пластинки. В американских хит-парадах Billboard песня возглавила сводные чарты Modern Rock Tracks и Album Rock Tracks, а в Billboard Hot 100 достигла девятой строчки. Кроме того, этот сингл стал лидером в Канаде и добрался до третьей строчки в чарте Австралии. В дополнение к успеху первых двух синглов сам альбом тоже пользовался большой популярностью и имел хорошие финансовые показатели; в США он сразу, уже 7 декабря 1991 года, занял в чарте Billboard первое место, хотя уже спустя неделю опустился на третью позицию. В общей сложности лонгплей провёл 97 недель в этом чарте, причём первые 13 недель в верхней десятке. За первую неделю Achtung Baby разошёлся в количестве 295 тысяч копий на территории США. 21 января 1992 года Ассоциация Индустрии звукозаписи Америки (RIAA) присвоила ему статус дважды «платинового» диска. Его лучшим показателем на территории Британии стало второе место в UK Albums Chart, он пробыл 87 недель в этом чарте. Кроме того, альбом возглавил хит-парады Канады, Австралии и Новой Зеландии. За три месяца с начала продаж по всему миру было реализовано более семи миллионов экземпляров альбома.
Следующие три сингла были выпущены в 1992 году. «One», изданный в марте к началу турне Zoo TV Tour, достиг седьмой строчки британского чарта и занял десятую позицию в хит-параде США. Как и его предшественник, он возглавил Modern Rock Tracks, а также хит-парады Канады и Ирландии. С момента своего выхода «One» считается одной из величайших композиций всех времён и занимает высокие места в рейтингах многих критиков. Четвёртый сингл — «Even Better Than the Real Thing» — был выпущен в июне. В США он добрался до вершины чарта Album Rock Tracks, в Великобритании занял 12-ю строчку местного хит-парада. Пол Окенфол сделал ремикс на эту песню — «Perfecto Mix», который обошёл оригинальную версию в британском чарте, заняв восьмое место. «Who’s Gonna Ride Your Wild Horses» был издан в качестве пятого и последнего сингла в августе 1992 года. Песня добралась до 14-й строчки британского чарта и заняла вторую позицию в американском Album Rock Tracks. Все пять синглов попали в лучшую двадцатку хит-парадов Ирландии, Австралии, Канады и Великобритании. Помимо этого для продвижения альбома были выпущены промосинглы «Until the End of the World», «Salomé» и «Zoo Station». К концу 1992 года «Achtung Baby» был продан в количестве более 10 миллионов экземпляров по всему миру.
В октябре 1992 года U2 выпустили сборник из девяти видеоклипов — Achtung Baby: The Videos, The Cameos, and a Whole Lot of Interference from Zoo TV. Он был спродюсирован Недом О’Хэнлоном и выпущен компанией Island/Polygram на VHS. Сборник содержал по три музыкальных видео для «One» и «Even Better than the Real Thing» и по одному для «The Fly», «Mysterious Ways» и «Until the End of the World» общей продолжительностью в 62 минуты. Видеоклипы перемежались с документальными материалами, мультимедийными клипами и другим видеоматериалом, похожим на тот, который демонстрировался на концертах Zoo TV Tour. Релиз получил «платиновый» сертификат в США и «золотой» — в Канаде.
| №                   | Название                                      | Режиссёр              | Длительность |
| ------------------- | --------------------------------------------- | --------------------- | ------------ |
| 1.                  | «Interference»                                | Марис Линнейн         | [ комм. 2 ]  |
| 2.                  | «Even Better Than the Real Thing»             | Кевин Годли           | 3:41         |
| 3.                  | «Interference»                                | Марис Линнейн         | [ комм. 2 ]  |
| 4.                  | «Mysterious Ways»                             | Стефан Седнауи        | 4:02         |
| 5.                  | «One» (version 1)                             | Антон Корбейн         | 4:34         |
| 6.                  | «The Fly»                                     | Ричи Смит, Джон Клейн | 4:52         |
| 7.                  | «Interference»                                | Марис Линнейн         | [ комм. 2 ]  |
| 8.                  | «Even Better Than the Real Thing» (dance mix) | Ричи Смит             | 4:35         |
| 9.                  | «One» (version 2)                             | Марк Пеллингтон       | 4:34         |
| 10.                 | «Even Better Than the Real Thing»             | Армандо Галло, Kampah | 3:45         |
| 11.                 | «One» (version 3)                             | Фил Джоану            | 4:34         |
| 12.                 | «Until the End of the World»                  | Ричи Смит             | 4:38         |
| Общая длительность: | Общая длительность:                           | Общая длительность:   | 65:01        |

## Отзывы критиков
| Совокупная оценка    | Совокупная оценка |
| Источник             | Оценка            |
| -------------------- | ----------------- |
| Metacritic           | 93/100            |
| Оценки критиков      |                   |
| Источник             | Оценка            |
| Allmusic             | [ 56 ]            |
| Chicago Tribune      | [ 140 ]           |
| Entertainment Weekly | (A)               |
| Hot Press            | (10/12)           |
| Los Angeles Times    | [ 81 ]            |
| New Zealand Herald   | [ 55 ]            |
| Orlando Sentinel     | [ 63 ]            |
| Q                    | [ 88 ]            |
| Rolling Stone        | [ 6 ]             |
| Spin                 | (смешанный)       |

Пластинка получила крайне положительные отзывы от критиков. Элайза Гарднер из Rolling Stone оценила альбом в четыре с половиной звезды из пяти, комментируя: «U2 доказали, что та же самая склонность к эпическим музыкальным и вербальным жестам, которая приводит многих музыкантов к самопародированию, может в более вдохновенных руках стать источником незабываемого огня, который характеризует лучший рок-н-ролл». Также журналистка отметила, что альбом, как и его предшественник, являлся попыткой группы «расширить свою музыкальную палитру, но на сей раз этот замысел был доведён до конца». Билл Уаймен из Entertainment Weekly поставил альбому рейтинг «А», назвав его «отлично спродюсированным и удивительно непретенциозным возвращением одной из самых впечатляющих групп в мире». Стив Морс из Boston Globe вторил этим настроениям, заявив, что в альбоме группа «не только снова обрела энергичность звучания, но и отбросила всякую пафосность. Песни сосредоточены на личных отношениях, а не на спасении мира». Морс отметил «скретчевые, искажённые звуковые эффекты» альбома, а также «металлическую, резко звучащую» гитару Эджа. Джон Парелес из New York Times хвалил запись не только за стремление продемонстрировать «шумные, головокружительные и многослойные гитарные аранжировки», но и за сохранённую группой способность исполнять поп-музыку. Парелес подытожил статью: «отказавшись от излишеств и презрев свои старые формулы, U2 получили шанс остаться конкурентоспособными в 1990-е годы».
Оценив диск в пять звёзд из пяти возможных, журнал Q назвал его самым тяжёлым и лучшим альбомом U2 на тот момент. Рецензент похвалил группу и её продюсерскую команду за создание «драматичной, глубокой, интенсивной и воистину меланхоличной» музыки. Журнал Time также напечатал положительную статью, отмечая, что запись продемонстрировала «первоклассные гитарные обработки и таинственные, безумные аккорды», а также «песни о любви и искушении, туманные политические притчи и жёсткую личную исповедь». В обзоре отмечалось, что U2 успешно изобрели себя заново. Роберт Хилбёрн из Los Angeles Times присудил пластинке высший рейтинг — 4 звезды, написав в рецензии: «изобретательные гитарные текстуры — одни из самых уверенных и сильных за всю историю группы». Кроме того, автор отмечал, что альбом является тяжёлым для слушателя, из-за «мрачного, рефлексивного характера песен, непохожего на прежние воодушевлённые композиции группы». Грег Кот из Chicago Tribune оценил запись в три балла из четырёх. Журналист заявил, что диск «демонстрирует более суровое лицо группы, разрушая ожидания вместо того, чтобы им соответствовать». Он высоко оценил продюсирование Лануа и отдал должное музыкальному мастерству Эджа, отметив, что «U2 не звучали так панково со времён их дебютной работы 1980 года Boy». Кот подытожил свой обзор, назвав альбом «великолепным поиском новых высот, недостатки которого делают его ещё более трогательным». Ниалл Стоукс из Hot Press поставил альбому 10 баллов из 12, написав о диске следующее: «Демонстративно декадентская, чувственная и тёмная, это запись из нашего времени и для нашего времени».
Журнал Spin был более критичен по отношению к пластинке, назвав её «амбициозной неудачей»; автор статьи приветствовал музыкальные эксперименты U2, но счёл, что, когда группа «отклоняется от знакомой территории, результат получается неровным». Роберт Кристгау из Village Voice присудил альбому рейтинг «Неудачный», который предназначает для «плохих записей, которые редко заслуживают подробного анализа». Кристгау вновь вернулся к этой теме в рецензии на следующий альбом группы — Zooropa: «После многих попыток прослушивания, я до сих пор считаю, что Achtung Baby — это чертовски неровная запись U2, и я „положил её на полку“, так как не в состоянии описать хотя бы одну песню». Издание New Zealand Herald оценило альбом в три с половиной звезды из пяти, назвав его «чертовски хорошей записью», а его звук «мягким, сдержанным [и] интровертным». Тем не менее, газета критиковала альбом за большое количество «пессимистичных моментов, когда создаётся ощущение, что песни движутся в никуда», что не даёт записи стать «поистине чудесным творением». Стивен Томас Эрлевайн из Allmusic поставил Achtung Baby максимальную оценку в пять баллов, восхваляя «продуманное», «эффективное» и «бесконечно изобретательное» преображение группы. По мнению Эрлевайна, лишь немногие музыканты на этом этапе своей карьеры могли бы «записать столь рискованный альбом или воплотить свои амбиции столь же успешно, как U2».
Успех Achtung Baby и последующего турне Zoo TV вернул U2 статус одного из самых популярных и обласканных критиками музыкальных коллективов. Группа почти полностью оккупировала ежегодный читательский опрос журнала Rolling Stone, среди прочих завоевав награды в номинациях «Лучший сингл» («One»), «Артист года», «Лучший альбом», «Лучший автор песен» (Боно), «Лучшая обложка альбома» и «Возвращение года». В ежегодном опросе Pazz & Jop газеты Village Voice диск занял четвёртое место в номинации «Лучший альбом 1991 года». В 1993 году, на 35-й церемонии «Грэмми», пластинка получила награду в номинации «Лучшее вокальное рок-исполнение дуэтом или группой», а Лануа и Ино благодаря ей стали победителями в категории «Продюсер года, не классическая музыка». Кроме того, запись была выдвинута на соискание награды в номинации «Альбом года», но проиграла Unplugged Эрика Клэптона.

## Zoo TV Tour

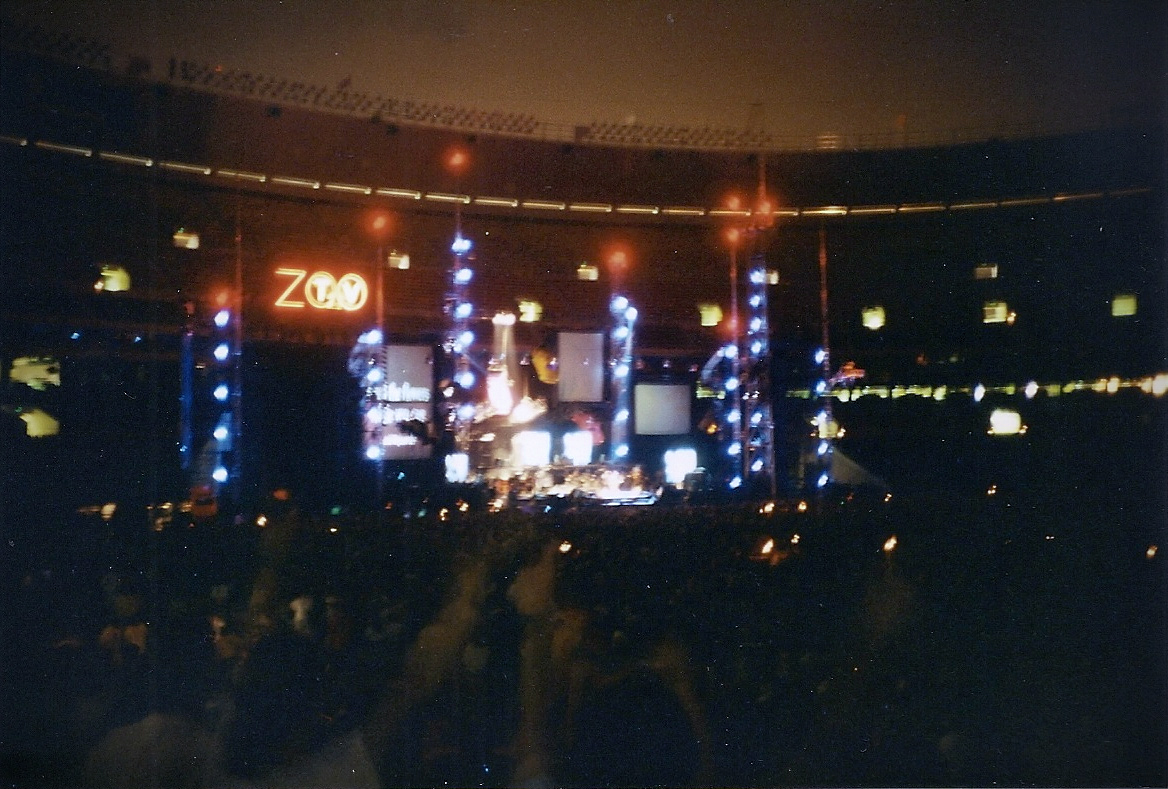
Турне Zoo TV Tour. На сцене используются десятки экранов

Вслед за выпуском пластинки U2 организовали масштабный мировой тур под названием Zoo TV Tour. Подобно альбому, турне стилистически должно было отличаться от предыдущих гастролей группы. В отличие от незатейливой сценической организации предыдущих гастролей U2, Zoo TV был искусно поставленным мультимедийным шоу, в котором высмеивалось телевидение и чрезмерная стимуляция чувств зрителя. Группа пыталась вызвать у аудитории чувство «сенсорной перегрузки». На сцене находились большие видеоэкраны, на которых демонстрировались визуальные эффекты, случайные видеоклипы из поп-культуры и мелькающие текстовые фразы. Также в сценарий шоу были включены спутниковые телемосты, зеппинг, телефонные розыгрыши и видео-исповеди.
Поскольку в 1980-е годы у U2 сложился имидж «серьёзной и политически сознательной» группы, на их новых гастролях намеренно создавалась атмосфера легкомыслия и самоиронии; на сцене Боно изображал несколько архетипов, которые он придумал: «The Fly», «Mirror Ball Man» и «MacPhisto». Большинство композиций нового альбома исполнялись на каждом шоу — сет-листы концертов начинались с восьми последовательных композиций из Achtung Baby, как очередное свидетельство, что они больше не «U2 1980-х».
Турне началось в феврале 1992 года и продолжалось почти два года, за это время было отыграно 157 концертов. Во время шестимесячного перерыва в гастролях группа записала следующий альбом, Zooropa, который был выпущен в июле 1993 года. Альбом был результатом вдохновения и эмоций, полученных от Zoo TV; он подробно рассматривал тему перенасыщения современного общества средствами массовой информации и высокими технологиями. К моменту завершения тура, в декабре 1993 года, группа в общей сложности выступила перед 5,3 миллиона зрителей. В мае 1994 года фирма PolyGram выпустила на VHS видеоверсию концерта группы в Сиднее, состоявшегося 27 ноября 1993, под названием Zoo TV: Live from Sydney. В 2002 году журнал Q отметил, что Zoo TV Tour всё ещё является «самым захватывающим рок-туром из проведённых какой-либо группой».

## Наследие
В плане создания это был трудный альбом, который стоил нам крови и нервов, но в то же время он был намного менее трудный, чем какая-либо альтернатива (ему). Если бы мы не сделали чего-то, чем мы были взволнованы, что заставило бы нас сомневаться и бросить вызов всему, что мы поддерживали до этого, то в действительности не было никакого смысла продолжать … Если бы он не был отличной записью по нашим меркам, существование группы было бы под угрозой.
Согласно сертификации RIAA Achtung Baby стал 8 раз «платиновым» в США, а по данным компании Nielsen SoundScan объём его продаж в этой стране составил более 5,5 миллионов копий. В других странах продажи пластинки тоже были впечатляющими: она стала 5 раз «платиновой» в Австралии, четырежды «платиновой» в Великобритании, а в Канаде была сертифицирована как «бриллиантовая». В целом по всему миру альбом разошёлся в количестве более 18 миллионов экземпляров. Таким образом, диск стал вторым самым финансово успешным альбомом группы после The Joshua Tree, который был продан в количестве 25 миллионов копий. Achtung Baby стал переломным альбомом для U2, который обеспечил их творческое будущее, успех его материала стал прототипом для их дальнейших музыкальных экспериментов на протяжении 1990-х годов. Диск Zooropa, выпущенный в 1993 году, развивал заложенные им идеи: в нём группа ещё сильней ушла от привычного стиля 1980-х, и на нём ещё сильней ощущалось влияние танцевальной музыки и электронных эффектов. В 1995 году U2 и Брайан Ино вновь сотрудничали на экспериментальном эмбиент-альбоме Original Soundtracks 1 под псевдонимом «Passengers» (с англ. — «Пассажиры»). В 1997 году, при записи пластинки Pop, группа перенимала опыт и черпала вдохновение у клубной танцевальной культуры, используя куски склеенной плёнки, музыкальное программирование, ритм секвенсоры и семплы, и в результате он стал их наиболее танцевальным альбомом в карьере. После выхода Pop Ино предложил выпустить отдельным альбомом материал, записанный на сессиях Salome, в целях борьбы с пиратской записью, вышедшей в апреле 1991 года; U2 были не против, но в итоге вместо этого приступили к работе над своим следующим альбомом All That You Can’t Leave Behind, который был издан в 2000 году.
Сами музыканты U2 высоко оценивают Achtung Baby; так, Маллен сказал: «Я думаю, что это был прекрасный альбом. Я очень горжусь им. Его успех вовсе не был предопределён. На нём мы реально порвали с теми вещами, которые создали до него, и… мы не знали, понравится ли это нашим фанатам или нет». Боно назвал альбом «поворотной точкой» в карьере группы, отметив: «Создание Achtung Baby является причиной, благодаря которой сегодня мы всё ещё здесь». Перерождение группы произошло на пике популярности альтернативного рока, когда жанр добился огромного успеха среди массового слушателя. Билл Флэнаган отметил, что многие из коллег U2 по музыкальному цеху, достигшие зенита славы в 1980-е годы, в новом десятилетии боролись за выживание с альбомами новых жанров. Он утверждал, что U2 смогли воспользоваться популярностью альтернативного рок-движения и обеспечить себе успешное будущее, «утвердившись в качестве первой из новых групп, а не последней из старых». Тоби Кресвелл вторил этому мнению в своём музыкальном альманахе «1001 Songs» написав, что эта запись помогла группе «избежать превращения в пародию на самих себя и не быть сметёнными революциями гранжа и техно». В 2010 году журнал Spin напечатал ретроспективную статью, в которой отмечалось, что U2 стала «лицом эры альтернативного рока» благодаря Achtung Baby.
Achtung Baby признан одним из лучших альбомов в истории рока — среди изданий, поместивших его в свои рейтинги лучших записей всех времён, были Q, Entertainment Weekly, Hot Press и Time. В 1997 году газета Guardian проводила опрос среди известных критиков, артистов и радио диджеев, которые поставили запись на 71-ю позицию в списке «100 лучших альбомов всех времён». В 2003 году журнал Rolling Stone поместил альбом на 63-ю строчку в своём списке «500 величайших альбомов всех времён», назвав его «опередившей своё время комбинацией глянцевого рока и пульсирующего европейского грува». О самой группе журнал писал: «на этой записи U2 стали беззаботными: они шутили и даже позволили сфотографировать себя в цвете (в отличие предыдущих, монохромных обложек)» и заключал: «эмоциональные потрясения сделали звук U2 более человечным, чем когда-либо». В 2010 году альбом возглавил рейтинг журнала Spin «125 самых влиятельных альбомов, за 25 лет существования издания». Автор статьи писал: «В отличие от Radiohead с их дисками OK Computer и Kid A, U2 преподнесли своё постиндастриальное разочарование в традиционном роке не как символ общего культурной тревоги, а как призыв встряхнуться и переступить границы … Изо всех сил пытаясь одновременно обнять и взорвать мир, они были вдохновляющими как никогда».

## Юбилейное переиздание альбома

Издания в форматах «Super Deluxe» и «Über Deluxe» (содержит копию солнцезащитных очков)

В 2011 году к 20-й годовщине Achtung Baby был приурочен выпуск нескольких тематических проектов. По просьбе группы был снят документальный фильм, посвящённый истории создания альбома, под названием From the Sky Down. Режиссёром ленты выступил Дэвис Гуггенхайм, который ранее уже работал с Эджем над созданием проекта «Приготовьтесь, будет громко» в 2008 году. В фильме показан процесс создания альбома и отношения между музыкантами в непростой период. В нём фигурируют архивные кадры и материалы, снятые в ходе сессий, наряду с неизданными сценами из документального фильма «Rattle и Hum». Специально для этого фильма был снят ответный визит U2 в студию Hansa Tonstudio, кроме того, коллектив был запечатлён во время репетиций для фестиваля «Гластонбери» 2011 года. Премьера фильма состоялась в 2011 году на Международном кинофестивале в Торонто, в октябре того же года он был показан по телевидению.
31 октября 2011 года Achtung Baby был переиздан в пяти форматах. Подарочное издание содержит оригинальный альбом, бонусный диск ремиксов и би-сайды со всех пяти синглов; виниловое издание включает в себя альбом на двух пластинках с двумя дополнительными пластинками ремиксов. 10-дисковые «Super Deluxe» и «Über Deluxe» содержат альбом Zooropa, три дополнительных компакт-диска с ремиксами, би-сайды и неизданные ранее записи из альбомов Achtung Baby и Zooropa, диск с демоверсией Achtung Baby и четыре DVD, среди которых From the Sky Down, Zoo TV: Live from Sydney, музыкальные клипы и документальные материалы. «Uber Deluxe» также включает в себя 7-дюймовые виниловые синглы и дополнительные памятные вещи: постеры, иллюстрированные брошюры, значки, номер известного журнала о субкультуре «Propaganda» (в настоящее время не выходит) и копию солнечных очков персонажа Боно — «The Fly».
В 2011 году по заказу британского журнала Q был записан трибьют-альбом AHK-toong BAY-bi Covered, который вышел приложением к октябрьскому номеру журнала. Среди музыкантов, поучаствовавших в записи, фигурируют Джек Уайт, Depeche Mode, Дэмьен Райс, Патти Смит, The Killers, Snow Patrol, Nine Inch Nails и Garbage.

## Участники записи
| U2 - Боно — ведущий вокал, гитара - Эдж — гитара, клавишные, вокал - Адам Клейтон — бас-гитара - Ларри Маллен-мл — ударные, перкуссия Дополнительные музыканты - Брайан Ино — клавишные (треки 3, 9, 12) - Даниэль Лануа — гитара (треки 1, 3, 9), перкуссия (треки 4, 8) - Нэлл Кэчпол — скрипка, альт (трек 6) | Студийный персонал - Продюсирование — Даниэль Лануа, Брайан Ино, Стив Лиллиуайт (треки 2, 5) - Звукоинженеры — Робби Адамс, Пол Барретт, Флад, Джо O’Херлихи - Микширование — Флад, Даниэль Лануа, Стив Лиллиуайт, Робби Адамс, Брайан Ино, Эдж - Ассистенты инженера — Робби Адамс, Шэннон Стронг, Шон Леонард - Цифровой монтаж — Стюарт Уайтмор - Мастеринг — Эрни Акоста - Фотографии — Антон Корбейн |

## Список композиций
Все тексты написаны Боно, вся музыка написана Боно, Адамом Клейтоном, Эджем и Ларри Малленом.
| №                   | Название                                     | Продюсер                                              | Длительность |
| ------------------- | -------------------------------------------- | ----------------------------------------------------- | ------------ |
| 1.                  | «Zoo Station»                                | Даниэль Лануа                                         | 4:36         |
| 2.                  | «Even Better Than the Real Thing»            | Стив Лиллиуайт вместе с Брайаном Ино и Даниэлем Лануа | 3:41         |
| 3.                  | «One»                                        | Даниэль Лануа вместе с Брайаном Ино                   | 4:36         |
| 4.                  | «Until the End of the World»                 | Даниэль Лануа вместе с Брайаном Ино                   | 4:39         |
| 5.                  | «Who's Gonna Ride Your Wild Horses»          | Стив Лиллиуайт вместе с Брайаном Ино и Даниэлем Лануа | 5:16         |
| 6.                  | «So Cruel»                                   | Даниэль Лануа                                         | 5:49         |
| 7.                  | «The Fly»                                    | Даниэль Лануа                                         | 4:29         |
| 8.                  | «Mysterious Ways»                            | Даниэль Лануа вместе с Брайаном Ино                   | 4:04         |
| 9.                  | «Tryin’ to Throw Your Arms Around the World» | Даниэль Лануа вместе с Брайаном Ино                   | 3:53         |
| 10.                 | «Ultraviolet (Light My Way)»                 | Даниэль Лануа вместе с Брайаном Ино                   | 5:31         |
| 11.                 | «Acrobat»                                    | Даниэль Лануа                                         | 4:30         |
| 12.                 | «Love Is Blindness»                          | Даниэль Лануа                                         | 4:23         |
| Общая длительность: | Общая длительность:                          | Общая длительность:                                   | 55:27        |

### 20th Anniversary Edition (2011)
Содержание десяти дисков юбилейного переиздания.

#### Диск 2
| №   | Название                                 | Длительность |
| --- | ---------------------------------------- | ------------ |
| 1.  | «Zooropa»                                | 6:30         |
| 2.  | «Babyface»                               | 4:00         |
| 3.  | «Numb»                                   | 4:18         |
| 4.  | «Lemon»                                  | 6:56         |
| 5.  | «Stay (Faraway, So Close!)»              | 4:58         |
| 6.  | «Daddy's Gonna Pay for Your Crashed Car» | 5:19         |
| 7.  | «Some Days Are Better Than Others»       | 4:15         |
| 8.  | «The First Time»                         | 3:45         |
| 9.  | «Dirty Day»                              | 5:25         |
| 10. | «The Wanderer»                           | 4:44         |

#### Диск 3
| №   | Название                                             | Длительность |
| --- | ---------------------------------------------------- | ------------ |
| 1.  | «Night and Day» (Steel String Remix)                 | 6:57         |
| 2.  | «Real Thing» (Perfecto Mix)                          | 6:37         |
| 3.  | «Mysterious Ways» (Solar Plexus Extended Club Mix)   | 7:01         |
| 4.  | «Lemon» (Perfecto Mix)                               | 8:57         |
| 5.  | «Can't Help Falling in Love» (Triple Peaks Remix)    | 4:35         |
| 6.  | «Lady with the Spinning Head» (Extended Dance remix) | 6:08         |
| 7.  | «Real Thing» (V16 Exit Wound Remix)                  | 3:19         |
| 8.  | «Mysterious Ways» (Ultimatum Mix)                    | 5:02         |
| 9.  | «The Lounge Fly»                                     | 6:28         |
| 10. | «Mysterious Ways» (The Perfecto Remix)               | 7:05         |
| 11. | «One (Apollo 440)» (Mix Master [S-109])              | 5:04         |

#### Диск 4
| №   | Название                                                           | Длительность |
| --- | ------------------------------------------------------------------ | ------------ |
| 1.  | «Mysterious Ways» (Tabla Motown Remix)                             | 4:29         |
| 2.  | «Mysterious Ways» (Appollo 440 Magic Hour Remix)                   | 4:28         |
| 3.  | «Can't Help Falling in Love» (Mystery Train Dub)                   | 8:34         |
| 4.  | «One (Apollo 440)» (Ambient Master [S-109])                        | 5:04         |
| 5.  | «Lemon» (Momo's Reprise)                                           | 4:09         |
| 6.  | «Salome» (Zooromancer Remix)                                       | 8:02         |
| 7.  | «Even Better Than the Real Thing» (Trance Mix)                     | 6:51         |
| 8.  | «Numb» (Gimme Some More Dignity Mix)                               | 8:51         |
| 9.  | «Mysterious Ways» (Solar Plexus Magic Hour Remix)                  | 8:15         |
| 10. | «Numb» (The Soul Assassins Mix)                                    | 3:58         |
| 11. | «Even Better Than the Real Thing» (Apollo 440 Stealth Sonic Remix) | 6:44         |

#### Диск 5
| №   | Название                                                    | Длительность |
| --- | ----------------------------------------------------------- | ------------ |
| 1.  | «Lady with the Spinning Head» (Uv1)                         | 3:57         |
| 2.  | «Blow Your House Down»                                      | 3:30         |
| 3.  | «Salomé»                                                    | 4:35         |
| 4.  | «Even Better Than the Real Thing» (The Perfecto Remix)      | 3:41         |
| 5.  | «Satellite of Love»                                         | 4:03         |
| 6.  | «Who's Gonna Ride Your Wild Horses» (Temple Bar Remix)      | 4:52         |
| 7.  | «Heaven and Hell»                                           | 5:03         |
| 8.  | «Oh Berlin»                                                 | 4:31         |
| 9.  | «Near the Island» (Instrumental)                            | 2:56         |
| 10. | «Down All the Days»                                         | 6:33         |
| 11. | «Paint It Black»                                            | 3:25         |
| 12. | «Fortunate Son»                                             | 2:43         |
| 13. | «Alex Descends Into Hell For a Bottle of Milk/Korova 1»     | 3:39         |
| 14. | «Where Did It All Go Wrong?»                                | 3:59         |
| 15. | «Everybody Loves a Winner»                                  | 5:16         |
| 16. | «Even Better Than the Real Thing» (Fish Out Of Water Remix) | 4:08         |

#### Диск 6
| №   | Название                                              | Длительность |
| --- | ----------------------------------------------------- | ------------ |
| 1.  | «Zoo Station» ('Baby')                                | 5:33         |
| 2.  | «Even Better Than the Real Thing» ('Baby')            | 3:42         |
| 3.  | «One» ('Baby')                                        | 4:35         |
| 4.  | «Until the End of the World» ('Baby')                 | 4:31         |
| 5.  | «Who's Gonna Ride Your Wild Horses» ('Baby')          | 5:16         |
| 6.  | «So Cruel» ('Baby')                                   | 6:08         |
| 7.  | «The Fly» ('Baby')                                    | 4:45         |
| 8.  | «Mysterious Ways» ('Baby')                            | 4:03         |
| 9.  | «Tryin' to Throw Your Arms Around the World» ('Baby') | 4:12         |
| 10. | «Ultra Violet (Light My Way)» ('Baby')                | 5:49         |
| 11. | «Acrobat» ('Baby')                                    | 4:26         |
| 12. | «Love Is Blindness» ('Baby')                          | 7:17         |

#### Диск 7
| №   | Название                                                                  | Длительность |
| --- | ------------------------------------------------------------------------- | ------------ |
| 1.  | «The Fly»                                                                 |              |
| 2.  | «Mysterious Ways»                                                         |              |
| 3.  | «One»                                                                     |              |
| 4.  | «Even Better Than The Real Thing» (Stereo)                                |              |
| 5.  | «One» (Buffalo Version)                                                   |              |
| 6.  | «One» (Restaurant Version)                                                |              |
| 7.  | «Who's Gonna Ride Your Wild Horses»                                       |              |
| 8.  | «The Fly» (Performance Only)                                              |              |
| 9.  | «Even Better Than The Real Thing» (The Perfecto Mix)                      |              |
| 10. | «The Fly» (Text Only)                                                     |              |
| 11. | «Until The End of the World» (Live)                                       |              |
| 12. | «The Fly» (Live from the Stop Sellafield Concert)                         |              |
| 13. | «Even Better Than The Real Thing» (Live from the Stop Sellafield Concert) |              |
| 14. | «Love Is Blindness»                                                       |              |
| 15. | «Lemon»                                                                   |              |
| 16. | «Stay (Faraway, So Close!)»                                               |              |
| 17. | «Numb» (Stereo)                                                           |              |
| 18. | «Numb» (Video Remix)                                                      |              |

#### Диск 8
| №  | Название                                                         | Длительность |
| -- | ---------------------------------------------------------------- | ------------ |
| 1. | «Zoo TV Special» (документальный фильм)                          |              |
| 2. | «MTV's “Most Wanted – ZooTV Special”» ((короткометражный фильм)) |              |
| 3. | «MTV Rockumentary» ((короткометражный фильм))                    |              |
| 4. | «U2 on Naked City, 1993» ((короткометражный фильм))              |              |
| 5. | «U2 on TV-AM, 1992» ((короткометражный фильм))                   |              |
| 6. | «Trabantland documentary» ((короткометражный фильм))             |              |
| 7. | «Доп. контент: Screensavers, Desktop Wallpapers, Weblinks»       |              |

#### Диск 9
| №   | Название                                                                  | Длительность |
| --- | ------------------------------------------------------------------------- | ------------ |
| 1.  | «Show Opening»                                                            |              |
| 2.  | «Zoo Station»                                                             |              |
| 3.  | «The Fly»                                                                 |              |
| 4.  | «Even Better Than the Real Thing»                                         |              |
| 5.  | «Mysterious Ways»                                                         |              |
| 6.  | «One»                                                                     |              |
| 7.  | «Unchained Melody» (Хай Зарет, Алекс Норт)                                |              |
| 8.  | «Until the End of the World»                                              |              |
| 9.  | «New Year's Day»                                                          |              |
| 10. | «Numb»                                                                    |              |
| 11. | «Angel of Harlem»                                                         |              |
| 12. | «Stay (Faraway, So Close!)»                                               |              |
| 13. | «Satellite of Love» (Лу Рид)                                              |              |
| 14. | «Dirty Day»                                                               |              |
| 15. | «Bullet the Blue Sky»                                                     |              |
| 16. | «Running to Stand Still»                                                  |              |
| 17. | «Where the Streets Have No Name»                                          |              |
| 18. | «Pride (In the Name of Love)»                                             |              |
| 19. | «Daddy's Gonna Pay For Your Crashed Car»                                  |              |
| 20. | «Discorso di MacPhisto»                                                   |              |
| 21. | «Lemon»                                                                   |              |
| 22. | «With or Without You»                                                     |              |
| 23. | «Love Is Blindness»                                                       |              |
| 24. | «Can't Help Falling in Love» (Дэвид Вайс, Хьюго Перетти, Луиджи Креаторе) |              |

- Десятый диск — документальный фильм «From the Sky Down». Первый диск — оригинальный альбом

## Позиции в чартах
| Хит-парад (1991—1992) | Высшая позиция | Сертификация  |
| --------------------- | -------------- | ------------- |
| Австралия             | 1              | 5× Платиновый |
| Австрия               | 2              | Платиновый    |
| Канада                | 1              | Бриллиантовый |
| Нидерланды            | 1              | Платиновый    |
| Франция               | 1              | 2× Платиновый |
| Германия              | 4              | Платиновый    |
| Швейцария             | 3              | Золотой       |
| Швеция                | 3              | Платиновый    |
| Великобритания        | 2              | 4× Платиновый |
| Соединённые Штаты     | 1              | 8× Платиновый |

| Хит-парад (1990—1999) | Высшая позиция |
| --------------------- | -------------- |
| Соединённые Штаты     | 74             |

| Год                                      | Название          | Высшая позиция | Высшая позиция | Высшая позиция | Высшая позиция | Высшая позиция | Сертификация |
| Год                                      | Название          | IRE            | AUS            | CAN            | UK             | US             | Сертификация |
| ---------------------------------------- | ----------------- | -------------- | -------------- | -------------- | -------------- | -------------- | ------------ |
| 1991                                     | «The Fly»         | 1              | 1              | 16             | 1              | 61             | : Серебряный |
| 1991                                     | «Mysterious Ways» | 1              | 3              | 1              | 13             | 9              |              |
| 1992                                     | «Mysterious Ways» |                |                |                |                |                |              |
| «One»                                    | 1                 | 4              | 1              | 7              | 10             |                |              |
| «Even Better Than the Real Thing»        | 3                 | 11             | 3              | 8              | 32             |                |              |
| «Who’s Gonna Ride Your Wild Horses»      | 4                 | 9              | 5              | 14             | 35             |                |              |
| «Until the End of the World»             | —                 | —              | 69             | —              | —              |                |              |
| «—» означает, что сингл не попал в чарт. |                   |                |                |                |                |                |              |

| Чарт (1991)       | Позиция |
| ----------------- | ------- |
| Австралия         | 29      |
| Чарт (1992)       | Позиция |
| Австрия           | 23      |
| Швейцария         | 31      |
| Соединённые Штаты | 5       |

## Награды «Грэмми»
| Год  | Альбом       | Награда                                            | Победитель |
| ---- | ------------ | -------------------------------------------------- | ---------- |
| 1993 | Achtung Baby | Лучшее вокальное рок-исполнение дуэтом или группой | U2         |